# Gooseberry Island (Ste. Genevieve Bay)
Gooseberry Island (letterlijk "kruisbesseneiland") is een onbewoond eiland van 0,35 km² dat deel uitmaakt van de Canadese provincie Newfoundland en Labrador. Het ligt in Ste. Genevieve Bay aan de noordwestkust Newfoundland.

## Geografie
Gooseberry Island is het grootste eiland in Ste. Genevieve Bay, een relatief kleine baai aan de noordwestkust van het Great Northern Peninsula van Newfoundland. Het ligt 1,8 km ten westen van het "vasteland" van Newfoundland en zo'n 900 meter ten zuiden van Current Island, dat geografisch net buiten Ste. Genevieve Bay valt.
Het eiland heeft ongeveer een rechthoekige vorm met de zuidwest-noordoostas als lange zijde. Het heeft een lengte van 1,4 km en een gemiddelde breedte van 250 meter. Het hoogste punt van Gooseberry Island ligt 26 meter boven de zeespiegel.
Aan het noordelijke uiteinde van Gooseberry Island lag historisch een klein vissersgehucht, waarvan nog twee verlaten gebouwen overblijven. Langsheen de volledige oostkust liggen riffen.